# 条果芥属
条果芥属（学名：Parrya）是十字花科下的一个属，为多年生草本植物。该属共有约30种，主要产自东亚。